# Torre d'en Dolça
La Torre d'en Dolsa és un monument del municipi de Vila-seca (Tarragonès) declarat bé cultural d'interès nacional.

## Descripció
Està situada a la Pineda. De planta quadrangular. Segle XVI. En estat ruïnós.
Formava un quadrat quasi perfecte de 10 x 11 m. La paret tenia 90 cm de gruix.
Les runes han aixecat a l'interior el nivell de la terra, però encara es pot veure el començament d'un arc que tallava de manera transversal l'espai interior per recolzar el sostre a la planta baixa. Aquí, sobre una porta d'obertura bastant gran, hi ha un arc de mig punt rebaixat per dins. Encara hi ha restes del forrellat i de la fusta de la porta. El primer pis era la planta noble, amb dues finestres d'arc fals, senzill.
És origen de la baronia de la Torre d'en Dolsa (castellà: Torre de Endelsa), que continua existint actualment.

## Història
Situada a la vora de la pedrera d'en Dolsa, de la qual va extreure la Mitra, la pedra per a la construcció de la Catedral de Tarragona.
R. Farriol atribueix la data de construcció de la torre cap a finals del segle xvi, encara que és difícil de provar per falta de documentació específica. Està edificada en plena garriga, a la vora d'un camp d'escombraries. És la torre més important del terme.
Pel mar arribaven sovint atacs del pirates i corsaris al litoral proper a Tarragona. Tota la costa hagué de fortificar-se i, en especial en aquest sector, foren repetides les falconades marítimes. Altrament, la banda de Cambrils i Vila-seca sofrí durament en temps la Guerra dels Segadors. Una sèrie de torres, de guaita o defensa, fou la conseqüència de les malvestats.

## Circuit Hípic del Parc de la Torre d'en Dolça
Al voltant de la Torre hi ha un parc urbà de 37 hectàrees que ocupa un important espai entre el propi municipi, els terrenys del Port Aventura i el polígon sud del complex petroquímic de Tarragona. En aquest parc s'hi troba ubicat un circuit hípic habilitat per a dur a terme competicions professionals.
A Vila-seca hi ha referències de curses de cavalls o "el Cós" des del 1876 en les celebracions de Sant Antoni Abat i podrien estar relaciondes amb la presència de mercaders estrangers al municipi. El traçat de la cursa ha anat variant amb el pas dels anys i des del 2001 es disputen al circuit de la Torre d'en Dolça. La competició es disputa el tercer diumenge del mes gener i des de l'any 2010 està reconeguda com a element festiu patrimonial d'interès nacional.